# GK Большой Медведицы
GK Большой Медведицы (лат. GK Ursae Majoris), HD 83205 — одиночная переменная звезда в созвездии Большой Медведицы на расстоянии приблизительно 2207 световых лет (около 677 парсеков) от Солнца. Видимая звёздная величина звезды — от +7,42m до +7,36m.

## Характеристики
GK Большой Медведицы — красная пульсирующая полуправильная переменная звезда типа SRB (SRB:) спектрального класса Ma.